# Du sollt Gott, deinen Herren, lieben, BWV 77

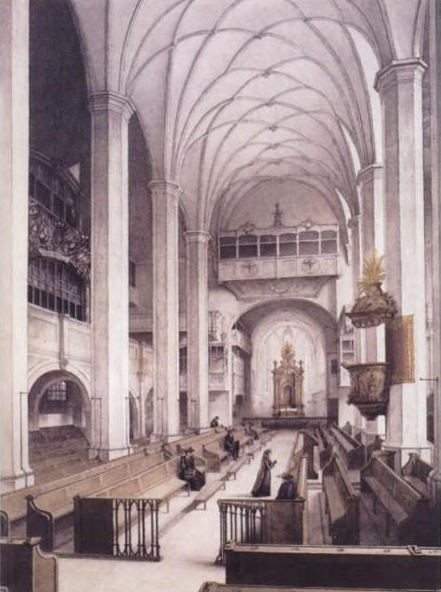
Thomaskirche, Leipzig.

Du sollt Gott, deinen Herren, lieben, BWV 77 (Amarás al Señor tu Dios) es una cantata de iglesia escrita por Johann Sebastian Bach en Leipzig para el decimotercer domingo después de la Trinidad y estrenada el 22 de agosto de 1723.

## Historia
Bach compuso esta obra durante su primer año como Thomaskantor en Leipzig para el decimotercer domingo después de la Trinidad. Forma parte de su primer ciclo anual de cantatas corales. Bach había empezado a componer una cantata prácticamente para cada domingo y festivo del año litúrgico, un proyecto que Christoph Wolff describió como "una empresa artística de la mayor escala". La cantata fue interpretada por primera vez el 22 de agosto de 1723.

## Análisis

### Texto
Las lecturas establecidas para ese día eran de la epístola a los gálatas, las enseñanzas de Pablo sobre ley y promesa (Gálatas 3:15-22), y del evangelio según San Lucas, la parábola del buen samaritano (Lucas 10:23-37).
Conforme a Christoph Wolff, el texto de la cantata de Johann Oswald Knauer apareció en Gotha en 1720 en Gott-geheiligtes Singen und Spielen. El texto se relaciona estrechamente con las lecturas, incluso con la situación en la que se relató la parábola, en referencia a la pregunta de un abogado sobre lo que hay que hacer para alcanzar la vida eterna. La respuesta, que el abogado tuvo que dar él mismo, fue el mandamiento de amar a Dios y a tu prójimo. Este, el gran mandamiento, es el texto del primer movimiento. En consecuencia, el siguiente texto se divide en dos partes, un recitativo y un aria que tratan sobre el amor de Dios y una parte simétrica que trata sobre el amor al prójimo.
El texto del coral final se ha perdido. Karl Friedrich Zelter sugirió la octava estrofa del himno "Wenn einer alle Ding verstünd" escrito por David Denicke en 1657 cuya primera línea dice "Du stellst, Herr Jesu, selber dich", y aparece en la edición del Bach-Gesellschaft. Por su parte, Werner Neumann propuso la octava estrofa de "O Gottes Sohn, Herr Jesu Christ" escrito por Denicke en 1657, cuya primera línea es "Herr, durch den Glauben wohn in mir", que aparece en Neue Bach-Ausgabe.

### Instrumentación
La obra está escrita para cuatro voces solistas (soprano, alto, tenor y bajo), un coro a cuatro voces; tromba da tirarsi (trompeta de varas barroca), dos oboes, dos violines, viola y bajo continuo incluyendo fagot.

### Estructura
Consta de seis movimientos.
1. Coral: Du sollt Gott, deinen Herren, lieben
2. Recitativo (bajo): So muss es sein!
3. Aria (soprano): Mein Gott, ich liebe dich von Herzen
4. Recitativo (tenor): Gib mir dabei, mein Gott! ein Samariterherz
5. Aria (alto): Ach, es bleibt in meiner Liebe
6. Coral: Herr, durch den Glauben wohn in mir

El primer movimiento lleva la declaración de Bach sobre la ley más importante, sobre la que, de acuerdo con el paralelo Mateo 22:34-40, "De estos dos mandamientos depende toda la ley y los profetas". El texto se puede traducir como "Amarás al Señor tu Dios con todo tu corazón, y con toda tu alma, y con toda tu mente, y a tu prójimo como a ti mismo". Bach ya se había extendido sobre el "dualismo del amor de Dios y el amor fraternal" en su monumental cantata en catorce movimientos, Die Himmel erzählen die Ehre Gottes, BWV 76, al principio de su primer ciclo anual de cantatas. Con el propósito de mostrar la universalidad de la ley, Bach introduce el coral "Dies sind die heilgen zehn Gebot" (Estos son los diez mandamientos sagrados) de Martín Lutero. Alude a los mandamientos del Antiguo Testamento, como base para la estructura del movimiento. La melodía es interpretada en un canon estricto, la ley musical más rígida como un símbolo más. El canon es tocado por la trompeta en el registro más agudo, y el continuo que representa el registro grave. El tempo de la trompeta es dos veces más rápido que el tempo del continuo, por tanto la trompeta tiene tiempo para repetir las primeras líneas de solo y finalmente la melodía completa del coral. La trompeta entra diez veces, para simbolizar una vez más la exhaustividad de la ley. Las voces, que representan la ley del Nuevo Testamento, se involucran en la imitación de un tema que se deriva de la melodía del coral y que es tocada por primera vez por los instrumentos. John Eliot Gardiner, que ofrece un amplio análisis del movimiento, concluye: "El resultado final es una potente mezcla de armonías diatónicas y modales, una que deja una inolvidable impresión en el oído de la mente, y en el contexto impulsa a uno hacia adelante al mundo del Requiem alemán de Brahms y más allá, al Cuarteto para el fin de los tiempos de Messiaen".
Un breve recitativo secco conduce a un aria, acompañada por dos oboes obbligato que con frecuencia tocan en tiernas terceras paralelas. El segundo recitativo es una oración, intensificada por la cuerda.
En la última aria para alto, que adopta la forma de una sarabande, Bach transmite la "Unvollkommenheit" (imperfección) del intento humano de vivir en el mandamiento del amor, escogiendo una trompeta obbligato y componiendo "intervalos extraños" así como "notas salvajemente inestables" que sonarían imperfectas en los instrumentos sin válvulas de la época. En contraste, Bach escribió en la sección central un largo solo de trompeta de "inefable belleza", como un "gloriosa visión del reino de Dios".
El coral de cierre es un arreglo a cuatro voces de la melodía del coral "Ach Gott, vom Himmel sieh darein" de 1524.

## Discografía selecta
De esta pieza se han realizado una serie de grabaciones entre las que destacan las siguientes.
- 1978 – J.S. Bach: Das Kantatenwerk Vol. 4. Gustav Leonhardt, Knabenchor Hannover, Collegium Vocale Gent, Leonhardt-Consort, solista del Knabenchor Hannover, Paul Esswood, Adalbert Kraus, Max van Egmond (Teldec)
- 1983 – Die Bach Kantate Vol. 47. Helmuth Rilling, Gächinger Kantorei, Bach-Collegium Stuttgart, Helen Donath, Helen Watts, Adalbert Kraus, Wolfgang Schöne (Hänssler)
- 1990 – Bach Cantatas Vol. 6. John Eliot Gardiner, Monteverdi Choir, English Baroque Soloists, Gillian Keith, Nathalie Stutzmann, Christoph Genz, Jonathan Brown (Soli Deo Gloria)
- 1998 – J.S. Bach: Complete Cantatas Vol. 8. Ton Koopman, Amsterdam Baroque Orchestra & Choir, Dorothea Röschmann, Elisabeth von Magnus, Jörg Dürmüller, Klaus Mertens (Antoine Marchand)
- 1999 – J.S. Bach: Cantatas Vol. 13. Masaaki Suzuki, Bach Collegium Japan, Yoshie Hida, Kirsten Sollek-Avella, Makoto Sakurada, Peter Kooy (BIS)
- 2000 – Bach Edition Vol. 21: Cantatas Vol. 12. Pieter Jan Leusink, Holland Boys Choir, Netherlands Bach Collegium, Ruth Holton, Sytse Buwalda, Nico van der Meel, Bas Ramselaar (Brilliant Classics)